# Kärntner Storschitz
Kärntner Storschitz är ett berg i Österrike.   Det ligger i distriktet Völkermarkt och förbundslandet Kärnten, i den sydöstra delen av landet, 240 km sydväst om huvudstaden Wien. Toppen på Kärntner Storschitz är 1 477 meter över havet.
Terrängen runt Kärntner Storschitz är kuperad åt nordväst, men åt sydost är den bergig. Närmaste större samhälle är Bad Eisenkappel, 8,4 km nordost om Kärntner Storschitz. 
I omgivningarna runt Kärntner Storschitz växer i huvudsak blandskog. Runt Kärntner Storschitz är det mycket glesbefolkat, med 3 invånare per kvadratkilometer.